# Bruce Rioch
Bruce David Rioch (* 6. September 1947 in Aldershot, England) ist ein ehemaliger schottischer Fußballspieler und aktueller Fußballtrainer. Seine letzte Trainerstation war dabei in der dänischen Superliga der Verein Odense BK. Während seiner aktiven Spielerlaufbahn kam er in der schottischen Nationalmannschaft in 24 Länderspielen zum Einsatz und war dabei der erste in England geborene schottische Nationalmannschaftskapitän (die Berechtigung für Schottland zu spielen lag in dem Geburtsort seines Vaters begründet). Mit Derby County gewann Rioch als Spieler in der First Division 1974/75 die englische Meisterschaft. Auch sein Sohn Gregor war später Profifußballer und arbeitet momentan im Trainerstab von Manchester City.

## Spielerlaufbahn
Nachdem Rioch im Alter von 14 Jahren nach Luton gezogen war, schloss er sich dem dortigen Verein Luton Town an und unterschrieb dort im September des Jahres 1964 seinen ersten Profivertrag. Nur einen Monat später debütierte der Mittelfeldspieler in der ersten Mannschaft und kam bei der 0:1-Heimniederlage gegen Southend United auch in der Meisterschaft zu seinem Einstand. Er entwickelte sich fortan immer mehr zum Stammspieler, schoss dabei im Verlauf insgesamt 24 Tore und war nach dem Abstieg aus der drittklassigen Third Division maßgeblich an dem Wiederaufstieg durch den Gewinn der Viertligameisterschaft im Jahre 1968 beteiligt. Im Juli 1969 wechselte er in die Second Division zu Aston Villa, wobei die Ablösesumme in Höhe von 100.000 britischen Pfund einen Rekord bezogen auf die zweithöchste englische Spielklasse darstellte. Mit seinem neuen Verein erreichte Rioch das Endspiel im Ligapokal und verlor dort gegen Tottenham Hotspur mit 0:2.
Im Februar 1974 wechselte er schließlich in die erstklassige First Division zu Derby County und fügte sich dort auf Anhieb in eine Mannschaft ein, die in der Saison 1974/75 die englische Meisterschaft gewann. Im Dezember 1976 schloss er sich zwar kurzfristig dem FC Everton, kehrte aber bereits im September des Folgejahres nach Derby zurück. Als er sich mit dem dortigen Trainer Tommy Docherty zerstritt, lieh ihn der Verein sowohl im Dezember 1978 an Birmingham City als auch im März 1979 an Sheffield United kurzzeitig aus. Nach Ablauf der Saison verließ Rioch den Baseball Ground endgültig und spielte ab 1980 in der US-amerikanischen Profiliga NASL für die Seattle Sounders. Dort erhielt er im Jahre 1980 eine Nominierung in das All-Star-Team.
Im Oktober 1980 kehrte er nach England zurück und war fortan in einer Personalunion aus Spieler und Kotrainer bei Torquay United beschäftigt (zunächst unter Trainer Mike Green und später unter Frank O’Farrell).

## Trainerkarriere

### Torquay United
Im Juli 1982 übernahm Rioch das Traineramt in Torquay, übte dies aber weiterhin als Spielertrainer aus. Nach einem Zwischenfall im Training mit Colin Anderson endete sein Engagement im Januar des Jahres 1985. Er pausierte über einen Zeitraum von 13 Monaten und ging ein weiteres Mal nach Seattle, um dort ab Februar 1985 den FC Seattle zu betreuen. Bereits im September des gleichen Jahres kehrte er jedoch wieder nach England zurück.

### FC Middlesbrough
Seine ersten Erfolge feierte er erst, nachdem er sich im Februar 1986 dem FC Middlesbrough angeschlossen hatte. Diesen Verein führte er im Jahre 1987 zu der Vizemeisterschaft in der Third Division und stieg somit in die zweithöchste Liga auf. Dabei hatte der Klub zu Beginn der Saison bereits vor einem Bankrott gestanden und durfte zeitweise auf Anweisung des Konkursverwalters nicht den heimischen Ayresome Park benutzen. Nur ein Jahr später folgte der zweite Aufstieg in Serie und mit dem Sieg in den Play-offs gelang somit der direkte Durchmarsch in die höchste englische Spielklasse. Dort konnte sich der Klub dann jedoch nicht mehr behaupten und stieg nach einem spannenden Kampf bis zum letzten Spieltag ab. Rioch hatte den Abstiegskampf jedoch nicht mehr bis zum Schluss ausfechten können, da ihn der Verein bereits im März entlassen hatte (zu diesem war der Verein jedoch noch knapp oberhalb der Abstiegsplätze gewesen).

### FC Millwall und Bolton Wanderers
Rund ein Jahr später kehrte Rioch im April 1990 in den bezahlten Fußball zurück und arbeitete nun beim FC Millwall. Den Abstieg des Vereins aus der ersten englischen Liga konnte er zwar nicht mehr verhindern, führte die Mannschaft aber in der Saison 1990/91 in die Play-off-Spiele, in dessen Halbfinale der Klub jedoch gegen Brighton & Hove Albion verlor. Nach einem enttäuschenden Verlauf der Saison 1991/92 verließ Rioch den Verein im März 1992.
Seine nächste Station waren ab Mai 1992 die Bolton Wanderers, mit denen ihm bereits in seiner ersten vollständigen Trainerspielzeit 1992/93 die Vizemeisterschaft in der nun Second Division genannten dritthöchsten Spielklasse und damit der Aufstieg in die First Division – wie die zweite englische Liga nach der Einführung der Premier League nun hieß – gelang. Nur zwei Jahre später feierte Bolton mit Rioch noch größere Erfolge, als der Verein zunächst das Finale im Ligapokal 1994/95 erreichte. Dort unterlag man zwar dem FC Liverpool, erhielt aber durch den Aufstieg in die Premier League doch noch einen mehr als versöhnlichen Saisonabschluss. Dabei hatten die Wanderers bei dem entscheidenden 4:3-Play-off-Finalsieg gegen den FC Reading nach Verlängerung zur Halbzeit noch mit 0:2 zurückgelegen. Dieser große Sieg war Riochs letztes Spiel, in dem er die Mannschaft betreute. Er wurde fortan Trainer des FC Arsenal; ihm folgte selbst bei den Bolton Wanderers Roy McFarland nach. Aufgrund seiner großen Erfolge wird Rioch heute als einer der besten Trainer in der Geschichte der Bolton Wanderers angesehen.

### FC Arsenal
In seiner einzigen Saison bei dem englischen Spitzenverein führte Rioch den FC Arsenal auf den fünften Tabellenplatz und damit zu einer Qualifikation für den UEFA-Pokal. Dabei gewann der Verein das Fernduell am letzten Spieltag gegen den FC Everton, die Blackburn Rovers und Tottenham Hotspur. Zudem konnte Rioch ins Halbfinale des Ligapokals einziehen, das jedoch gegen Aston Villa aufgrund des Auswärtstorregel verloren ging. Im FA Cup war bereits in der dritten Runde gegen den Zweitligisten Sheffield United Endstation.
Kurz vor dem Beginn der Saison 1996/97 entließ die Arsenal-Vereinsführung Rioch, nachdem man längere Zeit über die Transferpolitik gestritten hatte. Der im Sommer 1995 von Inter Mailand verpflichtete Dennis Bergkamp sollte sich jedoch noch weiter als ein Glücksgriff Riochs herausstellen, der es zu einem der wohl besten Spieler in der Klubhistorie bringen sollte. Vor allem waren es aber auch sportliche Differenzen mit dem damaligen Stürmerstar Ian Wright, die diese Personalie noch in den Hintergrund hatte treten lassen. Wright sollte nach der taktischen Anweisung Riochs auf der linken Flügelposition, anstatt wie üblich im Sturmzentrum, spielen. Dies war dann sogar soweit eskaliert, dass Wright um seine Freigabe für einen Vereinswechsel bat, als Wright zwischenzeitlich nicht der Stammformation angehört hatte.

### QPR, Norwich City und Wigan Athletic
Nach seiner Zeit beim FC Arsenal arbeitete Rioch als Assistent bei den Queens Park Rangers unter Trainer Stewart Houston, der selbst dessen Kotrainer bei Arsenal gewesen war. Nur ein Jahr später verließen beide gemeinsam die Loftus Road wieder.
Im Mai 1998 verpflichtete ihn der ambitionierte Zweitligist Norwich City, der unter Rioch den Aufstieg in die Premier League anstrebte. In den zwei Spielzeiten seiner Tätigkeit dort konnte Rioch die Mannschaft jedoch nie in die Nähe der vorderen Plätze führen und trat danach von seinem Amt zurück. Dabei stand die Vereinspolitik erneut in dem Fokus seiner Kritik, da die Klubführung seiner Meinung nach einen zu geringen Ehrgeiz entwickelte (dies fand er beispielsweise darin bestätigt, dass er den Verkauf des Starspieles Craig Bellamy prognostizierte, der schließlich auch getätigt wurde) und dass ihm die unsichere finanzielle Lage des Vereins große Teile der Transfereinnahmen nicht für die Unterstützung seiner sportlichen Ziele zur Verfügung standen und stehen sollten.
In der Saison 2000/01 kehrte Rioch ein weiteres Mal ins Trainergeschäft zurück und betreute dabei den Drittligisten Wigan Athletic. Diese Tätigkeit dauert bis Februar 2001 an, als der Verein auf einem Platz stand, der zur Teilnahme an den Aufstiegsausscheidungsspielen berechtigte. Über das Ende herrscht bis zum heutigen Tage Uneinigkeit. Während die Vereinsführung von einem Rücktritt Riochs sprach, bestand dieser darauf, dass er entlassen wurde.

### Odense BK
Obwohl Rioch auch in den weiteren Jahren beabsichtigte, dem Trainerberuf nachzugehen, und dabei am Ende der Saison 2002/03 als Nachfolger des bei Derby County entlassenen John Gregory gehandelt wurde, sollte es insgesamt vier Jahre bis zu einem Comeback Riochs auf der Trainerbank dauern. Er verließ England, betreute ab Juni 2005 den dänischen Erstligisten Odense BK und erreichte im ersten Jahr mit seiner neuen Mannschaft den dritten Platz in der „Superliga“. Am 12. März 2007 entschloss er sich aus familiären Gründen zum Rücktritt.